# Salomonen-Bulldoggfledermaus
Die Salomonen-Bulldoggfledermaus (Chaerephon solomonis) ist ein auf den Salomonen endemisches Fledertier in der Gattung der Freischwanzfledermäuse. Die Population zählte noch bis in die späten 1990er Jahre als Synonym der Nordaustralischen Bulldoggfledermaus (Chaerephon jobensis). Manche Werke listen die Art in der Gattung Mops.

## Merkmale
Dieser kleine Gattungsvertreter erreicht eine Kopf-Rumpf-Länge von 55,5 bis 63 mm, eine Schwanzlänge von 30 bis 33 mm und ein Gewicht von 11,5 bis 13 g. Die Unterarme sind 41 bis 43 mm lang und die Länge der Ohren liegt bei 16,5 bis 18,5 mm. Die morphologischen Unterschiede zur Nordaustralischen Bulldoggfledermaus sind gering. Dagegen ist diese Art in vielen Werten kleiner. Das Fell ist überwiegend kupferbraun mit einigen eingestreuten weißen Haaren. Der Tragus am Ohr hat an der Seite eine Ausbuchtung und eine breite Spitze.

## Verbreitung
Die Salomonen-Bulldoggfledermaus lebt nur auf den Inseln Choiseul und Santa Isabel auf den Salomonen. Sie hält sich in tropischen Wäldern auf und erreicht etwa 180 Meter Höhe.

## Lebensweise
Diese Fledermaus ruht in Höhlen und bildet recht große Kolonien mit etwa 200 Mitgliedern. Ein Forscher beobachtete einen Schwarm bei Verlassen des Verstecks und schätzte diesen auf 1,6 Kilometer Länge und 45 Meter Breite. Vermutlich leben Weibchen zur Geburt und Aufzucht der Nachkommen von Männchen getrennt. Bei einer nahen verwandten Art liegt die Frequenz der Rufe zur Echoortung bei 20 kHz. Vermutlich gilt für diese Art ein ähnlicher Wert. Bei im März untersuchten Weibchen war die Aktivität der Milchdrüsen im Ausklingen. Das legt nahe, dass die Nachkommen in der Regenzeit zwischen Dezember und April geboren werden.

## Gefährdung
Die Wälder auf den Inseln wurden im Zusammenhang mit Forstwirtschaft, der Umwandlung zu Ackerflächen und bei der Suche nach Relikten aus dem 2. Weltkrieg stark dezimiert. Alle Populationen verteilen sich über ein maximal 500 km² großes Gebiet. Die IUCN listet die Salomonen-Bulldoggfledermaus als stark gefährdet (endangered).